# Кулішер Рувим Мойсейович
Рувим Мойсейович Кулишер (нар. 1828, Дубно, Волинська губернія — пом. 1896, Київ) — український і російський медик, доктор медицини і публіцист. Батько математика Олександра Кулішера.

## Біографія
Народився у Волинській губернії, закінчив гімназію в Житомирі, 4 курсу природничого відділення Санкт-Петербурзького університету і Медико-хірургічної академії.
У 1874-76 рр. їхав стажуватися за кордон (Німеччина, Швейцарія). Працював у військових госпіталях Луцька, Могильова, Кам'янця-Подільського, Санкт-Петербурга, Москви і Києва. З 1885 року у відставці.
Був дружний з М. І. Пироговим і В. Склодовським (батьком М. Кюрі-Склодовської), який передав йому на зберігання рукопис книги Марії Кюрі. Друкувався в «Сході», Єврейської бібліотеці, Біржових відомостях, «Archiv fur Anatomie und Physiologie» та інших.

## Вибране
- «Підсумки, Надії і сподівання російських євреїв за останні 50 років. 1838—1888» (ч.1, Київ, 1896)

## Переклади
- Клебс Г. А. «Патологічна анатомія» (СПб, 1871)
- Г. Гельмгольц «Про закон збереження сил» (з німецької на іврит)
- «Пояснення правила Гаусса, службовця для обчислення 1-го дня світлого воскресіння для християнських греко-російських і римо-католицьких сповідань» (рукопис)
- «Історія однієї родини» (Єврейська бібліотека, т. IV).